# Добрецов, Геннадий Евгеньевич
Геннадий Евгеньевич Добрецов (3 июля 1941 — 22 июля 2020) — российский биофизик, специалист в области биомедицинской физики, член-корреспондент РАМН (1997), член-корреспондент РАН (2014).
Руководитель лаборатории биофизических методов диагностики Федерального научно-клинического центра физико-химической медицины ФМБА.
Похоронен на Донском кладбище.